# プレプレ (仮面)
プレプレ（Kple Kple, Kplè Kplè, Kplé Kplé, Kplé-Kplé, Kplekple）とは、コートジボワールのバウレ人により製作された仮面で、ゴリという伝統的な行事に用いられる複数種の仮面の中の一つである。

## 意匠
この仮面には様々なデザインのものが存在するが、いずれにも共通する要素として2本の角、平面的な顔面、2つの目、歯を剥き出しにした口が挙げられる。太陽やバッファローあるいはヤギなどの若い動物を象徴するものであり、赤と黒により性別が区別されるが、後述するゴリの流れ全体の中では男性的なモチーフとして扱われる。

## 用途・役割
この仮面は葬式や娯楽の目的で催されるゴリ（Goli, Goly）という舞踏の際に用いられる四種類の仮面のうち、最初に登場するものである。ラフィアヤシの葉でできた衣裳に全身を包んだ二人の若い男性の踊り手が被り、荒々しい踊りを披露する。その後、動物の頭部を模したゴリグレン（Goli glen または Goli Gulin）、角の生えたパンプレ（Kpan Pre）、人間の顔を模したパン（Kpan）の順でそれぞれ二人組となった踊り手が後に続く。この様にプレプレは他の立派な登場人物を引き立てるための前座としての性格が目立ち、ゴリを社会の縮図と見立てた場合、最下層の未熟な成員を表す役割も担っている。しかし、年少男子を表すという点は共通するものの先述の順番以外でゴリが執り行われた事例も報告されている。

## ポップカルチャーへの影響
この仮面はゴリとは全く無関係なポップカルチャーにおいて何らかのモチーフとされている場合がある。たとえばハービー・ハンコックの『ヘッド・ハンターズ』のカバージャケットに描かれているハンコックの容姿に関して、頭部が「バウレの仮面の口の位置をアナログVUメーターにしたもの」と形容された例があり、プレプレを参考とした可能性が窺われる。また、ゲーム『ファイナルファンタジーXIV』にも武器アイテムとして「プレプレ」（Kple Kple）というものが登場する。

## ギャラリー

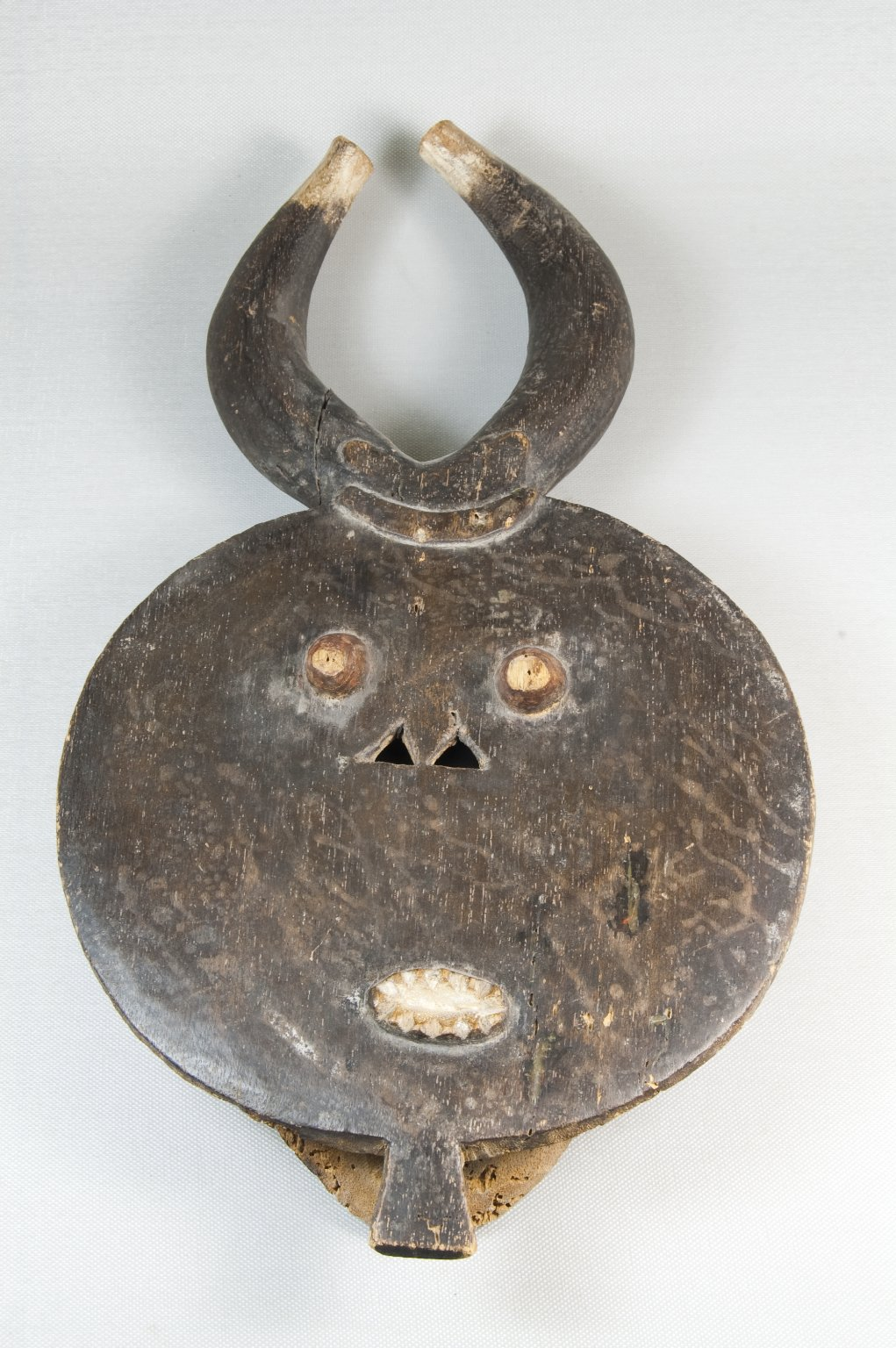
19世紀のもの（ブルックリン美術館蔵）
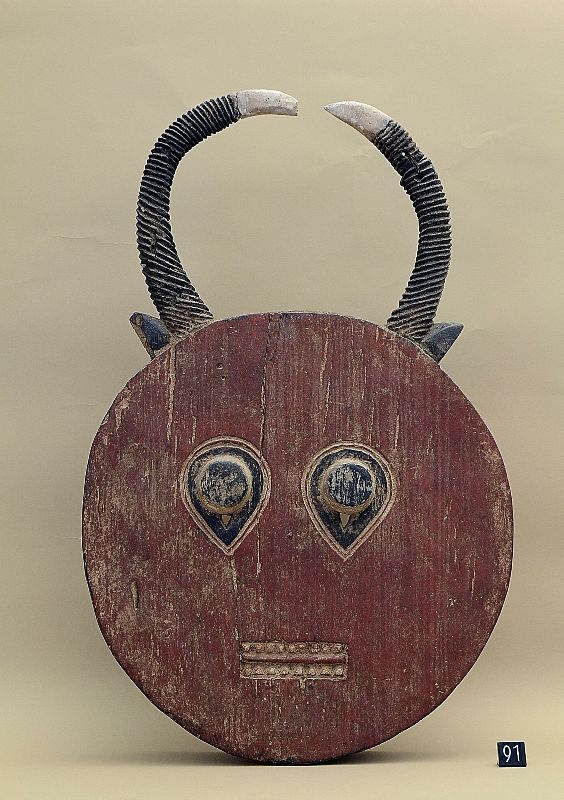
20世紀のもの（スフォルツェスコ城蔵）
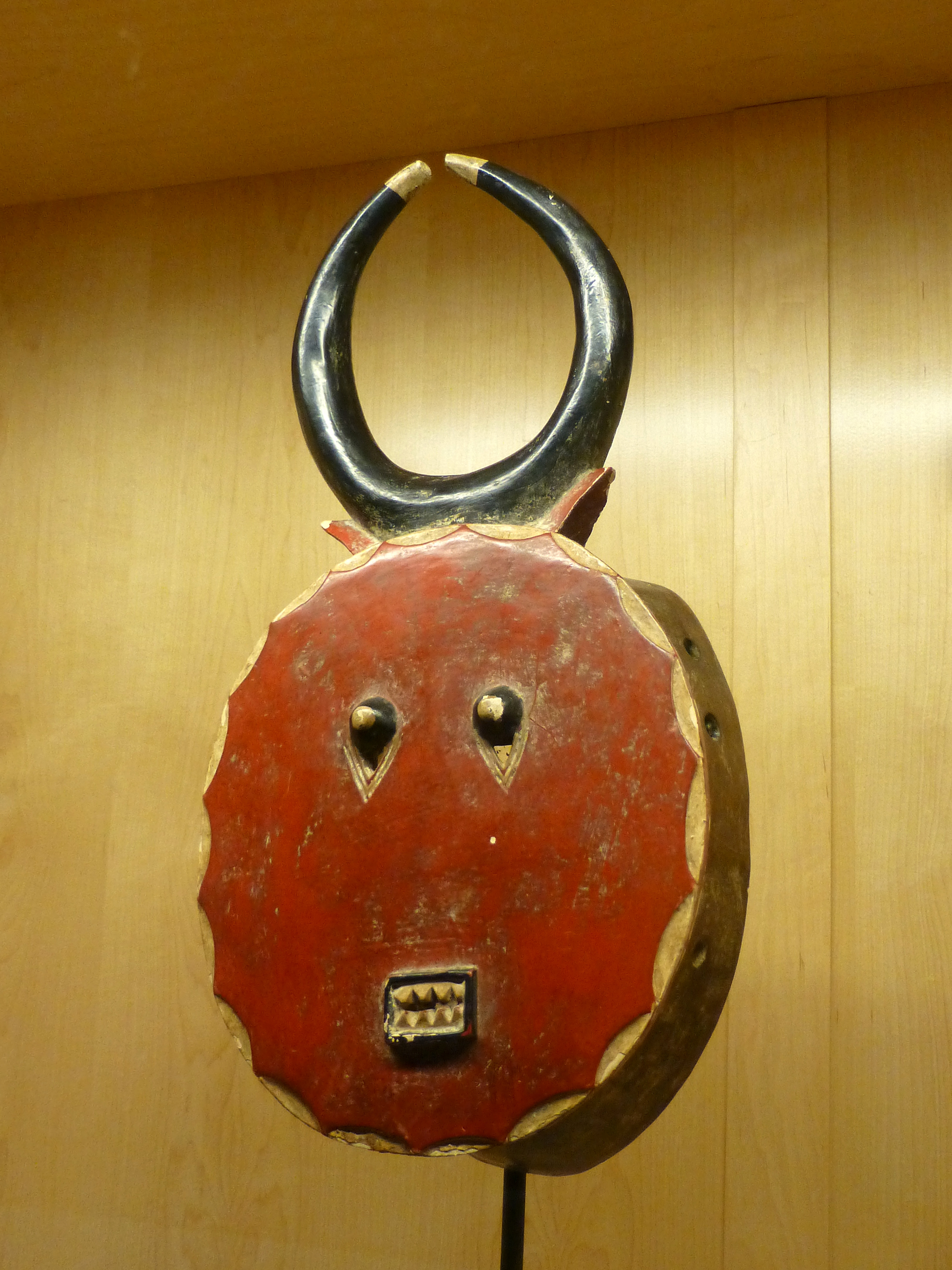
1970-1980年代のもの（個人蔵）
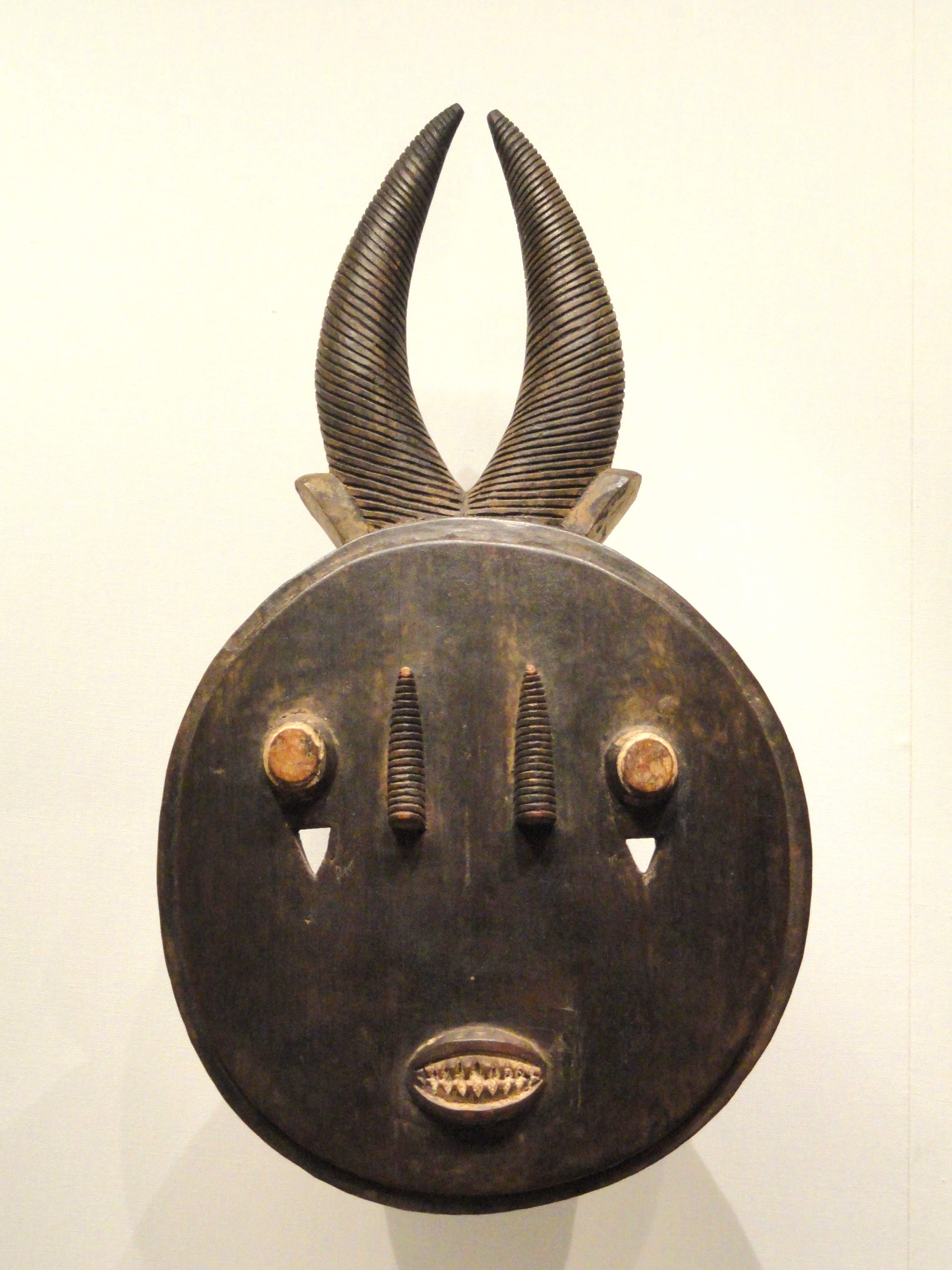
不明（クリーヴランド美術館蔵）